# Jules Baillarger
Jules Baillarger, all'anagrafe Jules Gabriel François Baillarger (Montbazon, 25 marzo 1809 – Parigi, 31 dicembre 1890), è stato un neurologo e psichiatra francese.

## Biografia
Baillarger nacque a Montbazon, in Francia. Studiò medicina presso l'Università di Parigi sotto Jean-Étienne Dominique Esquirol (1772-1840). Da studente lavorò come medico presso l'istituto mentale di Charenton. Nel 1840 accettò una posizione presso la Salpêtrière, e poco dopo diventò direttore di una maison de santé a Ivry-sur-Seine. Tra i suoi assistenti a Ivry vi fu Louis-Victor Marcé (1828-1864).
Con Jacques-Joseph Moreau (1804-1884) e altri, fondò l'influente Annales médico-psicologiques (analisi medico-psicologiche).
Nel 1840 Baillarger fu il primo medico a scoprire che la corteccia cerebrale è divisa in sei strati. Il suo nome è associato alle bande interne ed esterne di Baillarger, che sono due strati di fibre bianche della corteccia cerebrale. La fascia esterna di Baillarger è particolarmente prominente nella corteccia visiva, e talvolta viene chiamata la fascia di Gennari.

## Opere principali
- Recherches sur la structure de la couche corticale des circonvolutions du cerveau, (1840)
- Des hallucinations, des causes qui les produisent et des maladies caractérisent, Mémoires de l’Académie de Médecine (1842)
- Hallucinations, Annales médico-psychologiques du système nerveux, (1844)
- Folie à double forme, Annales médico-psychologiques du système nerveux, (1854)
- Recherches sur les maladies mentales, 2 volumes; (1890)